# Myripristis pralinia
Myripristis pralinia — вид бериксоподібних риб родини голоцентрових (Holocentridae).

## Опис
Тіло завдовжки до 20 см.

## Поширення
Морський вид, населяє тропічні води в Індо-Тихоокеанічному регіоні на глибині 8-50 м.

## Спосіб життя
Нічний хижак. Полювання колективне. Живиться планктоном, переважно личинками крабів.